# 武井千恵子
武井 千恵子（たけい ちえこ、9月21日 - ）は、日本のフリーアナウンサー。長野県出身。
ミヤギテレビとテレビ埼玉でアナウンサーを務めた後、いったん他職種へ転職。後にフリーでアナウンス業を再開する。フリーでの活動当時はマーキュリングに所属していた。

## 担当番組

### ミヤギテレビ
- きょうもほがらか
- ミヤギ暮らしのチャンネル
- おはよう仙台
- NNNミヤギテレビニュース - キャスター
- 東北大学合格速報

### テレビ埼玉
- TVSニュース - キャスター
- スポーツ番組（野球、サッカー、ラグビー）
- 釣りだより
- 昭和天皇崩御特別番組